# Николо-Царевна
Николо-Царевна — село в составе городского округа город Переславль-Залесский Ярославской области.

## География
Село расположено на берегу реки Сабля в 58 км на север от города Переславль-Залесский.

## История
Каменная Церковь Никольская церковь в селе построена вместо деревянной в 1816 году прихожанами. Престолов было три: в холодной - во имя св. и чудотв. Николая, в приделе зимнем - во имя преп. Сергия Радонежского и во имя св. царевича Димитрия Угличского.
В конце XIX — начале XX века село входило в состав Микляевской волости Угличского уезда Ярославской губернии. 
С 1929 года село входило в состав Дмитриевского сельсовета Нагорьевского района Ивановской Промышленной области, с 1936 года — в составе Ярославской области. В середине XX века село было переименовано в Свободное. 
В 2001 г. постановлением правительства РФ село Свободное переименовано в Николо-Царевна.
С 2005 года село в составе Нагорьевского сельского поселения, с 2019 года — в составе городского округа  город Переславль-Залесский.

## Население
| 1859 | 2007 | 2008 | 2010 |
| ---- | ---- | ---- | ---- |
| 389  | ↘2   | →2   | ↘1   |

По состоянию на 2024 год село фактически заброшено. Последняя жительница, формально зарегистрированная в Николо-Царевне, фактически проживает в соседней деревне Чильчаги.

## Достопримечательности
В селе расположена недействующая Церковь Николая Чудотворца (1816).